# Ryszard Ostrowski

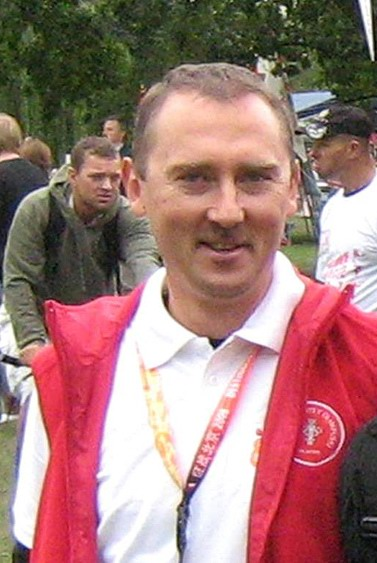
Ryszard Ostrowski (2007)

Ryszard Ostrowski (* 6. Februar 1961 in Posen) ist ein ehemaliger polnischer Leichtathlet, der sich auf den 800-Meter-Lauf spezialisiert hatte. Er gewann zwei Goldmedaillen bei Sommer-Universiaden.

## Sportliche Laufbahn
Der 1,76 Meter große Ryszard Ostrowski startete für Olimpia Posen. Er gewann den polnischen Meistertitel über 800 Meter in den Jahren von 1982 bis 1984 und 1987. 1991 wurde er Hallenmeister.
Seine internationale Karriere begann bei den Junioreneuropameisterschaften 1979 in Bydgoszcz, als Ostrowski über 800 Meter das Halbfinale erreichte. Bei der Universiade 1983 siegte Ostrowski vor dem Briten Graham Williamson. 1984 konnten die polnischen Leichtathleten wegen des Olympiaboykotts nicht an den Olympischen Spielen in Los Angeles teilnehmen. Bei den als Ausgleich ausgetragenen Spielen der Freundschaft in Moskau gewann Ostrowski über 800 Meter. 1985 bei der Universiade in Kōbe siegte Ostrowski mit fast einer Sekunde Vorsprung und lief dabei die beste Zeit seiner Karriere.
1986 bei den Europameisterschaften in Stuttgart erreichte Ostrowski das Finale und belegte in 1:45,54 Minuten den fünften Platz. Im Jahr darauf belegte Ostrowski in 1:44,59 Minuten den vierten Platz bei den Weltmeisterschaften in Rom. Im September 1988 bei den Olympischen Spielen in Seoul schied Ostrowski im Viertelfinale aus. Auch 1990 bei den Europameisterschaften in Split verfehlte Ostrowski die Finalteilnahme.

## Persönliche Bestzeiten
- 800 Meter: 1:44,38 Minuten, 4. September 1985, Kōbe, Universiade
- 1500 Meter: 3:40,69 Minuten, 19. Juni 1985, Warschau